# Pravda (Slovaquie)
Pravda est un quotidien slovaque généraliste, lié au parti communiste tchécoslovaque jusqu'en 1990.

## Histoire

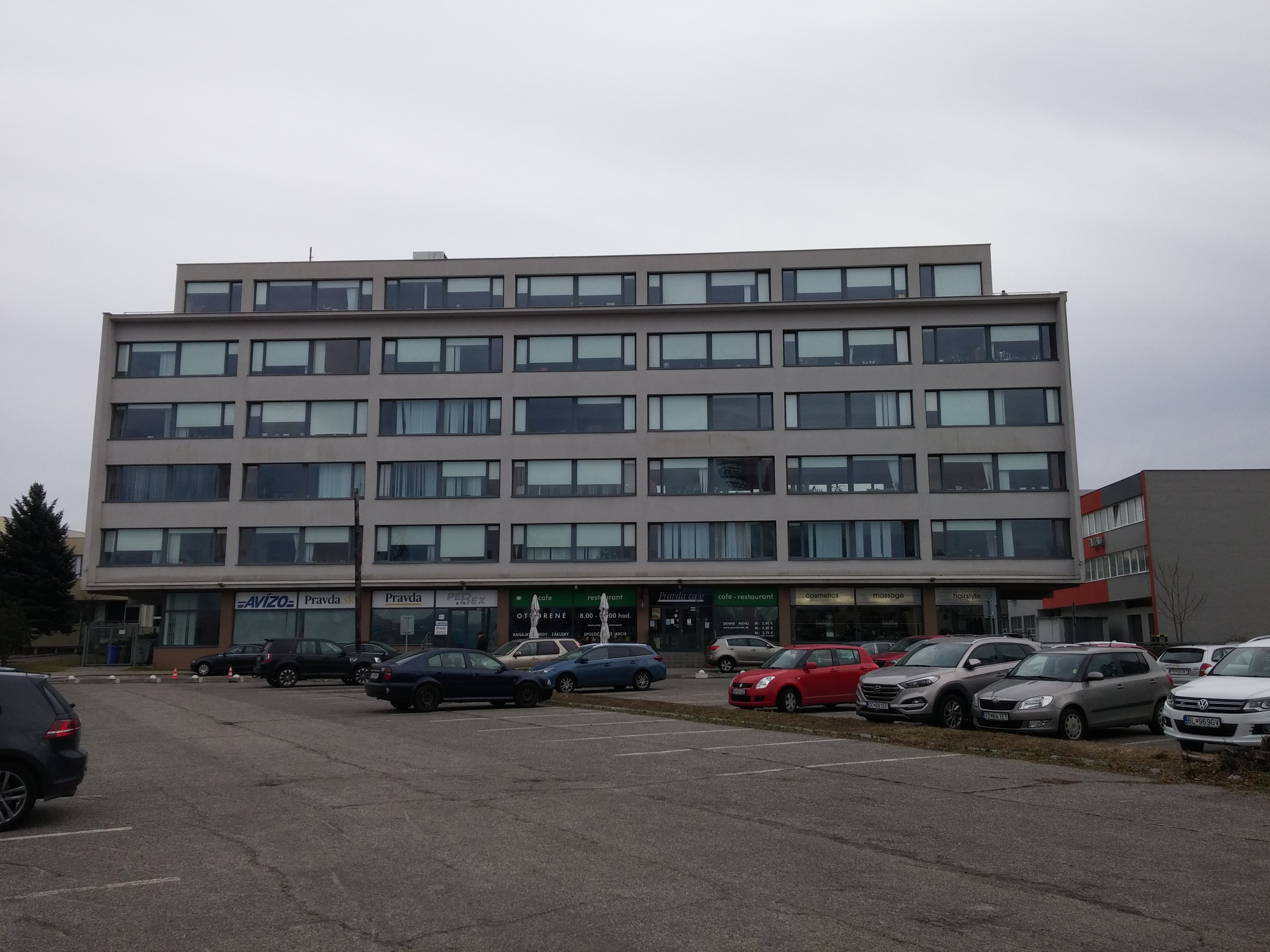
Siège social à Trnavská cesta 39/A en 2017.

Le titre Pravda est apparu pour la première fois en Slovaquie le 15 septembre 1920 sous le nom de Pravda chudoby en tant qu'hebdomadaire. En 1924, le titre est raccourci en Pravda. En 1925, il devient l'organe du parti communiste tchécoslovaque pour la Slovaquie. Dans les années 1930, sa parution est plusieurs fois interrompue et il fut interdit jusqu'à la fin de la Seconde Guerre mondiale par l'État slovaque.
De 1948 à 1989, le journal est l'organe de presse officiel du parti communiste de Slovaquie (sk).
Depuis 1990, il appartient au groupe éditorial privé P E R E X, qui assure lui-même l'impression (tlačiareň Perex, a.s.). Indépendant des partis politiques, il reflète une orientation globale de centre gauche.